# Luusangeln

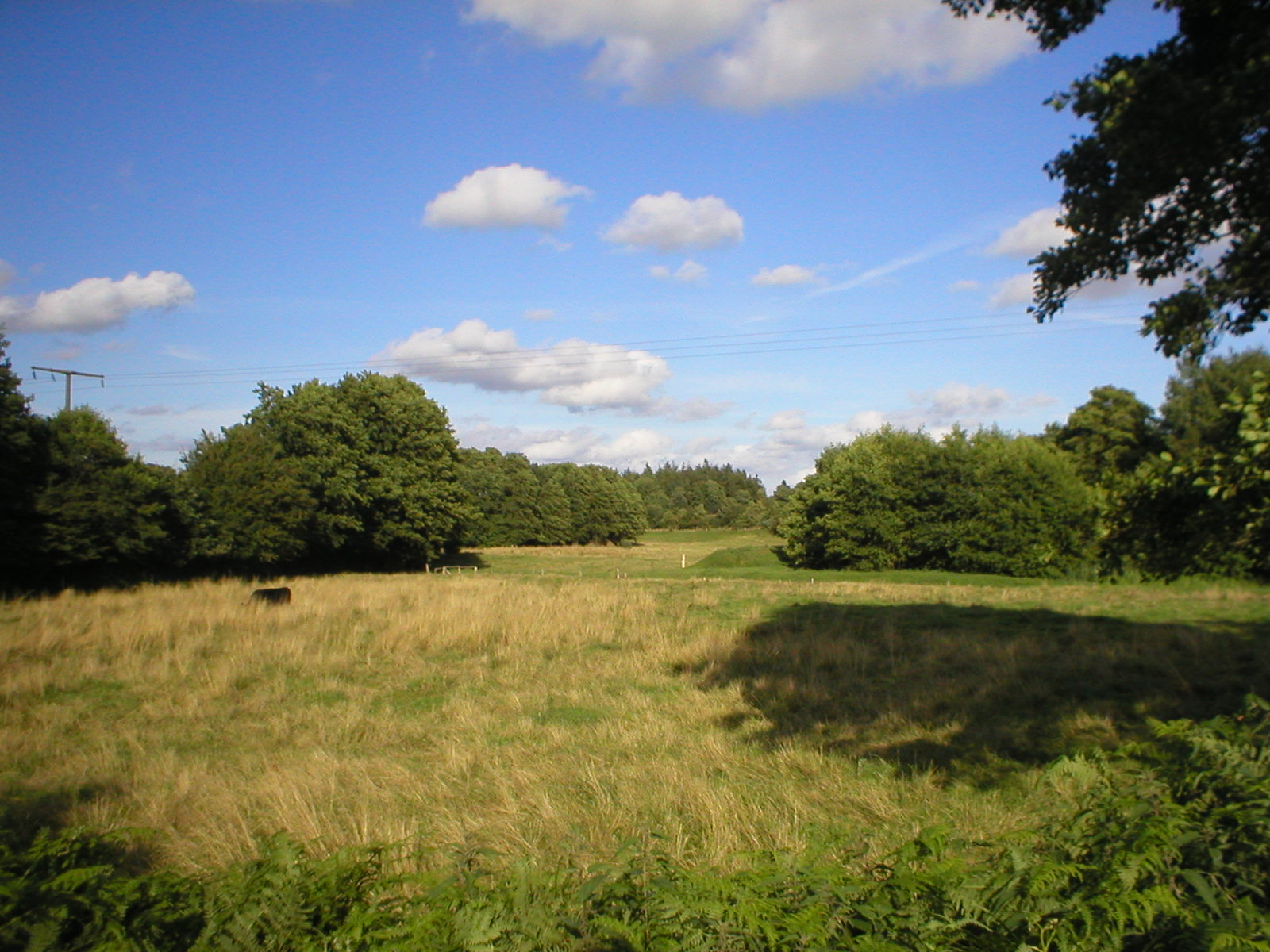
Landschaft in Luusangeln

Luusangeln oder Lusangeln (dänisch Lusangel) ist eine umgangssprachliche Bezeichnung für den westlichsten Teil der Landschaft Angeln am Übergang zur Schleswigschen Geest.

## Name
Der Name leitet sich vom angeldänischen Begriff lus für hell ab, wie es heute noch im Standarddänischen (lys) heißt. Der Landschaftsname bedeutet also in etwa Hell-Angeln, was auf die im Vergleich vorwiegend helle Farbe der verbreiteten sandreichen Podsole hindeutet. Weitere Flurnamen mit dem Präfix lus, wie z. B. Lushybarg oder Lushoe sind verbreitet.
Nach dem Sprachwechsel vom Sønderjysk zum Hoch- und Niederdeutschen vom 16. bis 20. Jahrhundert, der im östlichen Angeln schneller voranschritt als westlichen, fand schließlich eine Assimilierung zu luusig Angeln in der Bedeutung von lausiges Angeln statt. Hintergrund für diese sprachliche Umdeutung ist die vergleichsweise schlechtere Bodenqualität Luusangelns im Vergleich zum östlichen Angeln, da die vorherrschende Untergrund über höhere Sandanteile verfügt, der teilweise auf weichselglazialen Binnensandern und der zum Eisrand hin sandiger werdenenden Moräne beruht. Die örtlichen Bauern waren also gegenüber ihren östlichen Nachbarn benachteiligt, konnten aber immer noch mit besseren Böden arbeiten als die Geestbauern im Westen.

## Grenzen
Das Gebiet kennt keine fest umrissenen Grenzen. Es umfasst den westlichen Bereich Angelns am Übergang zur Geest, wo die Böden zunehmend sandiger und somit ertragsärmer werden. Geografisch lässt sich etwa eine Linie entlang des historischen Ochsenweges von Flensburg über Munkwolstrup, Frörupholz mit den Fröruper Bergen, Süderschmedebyfeld, Süderschmedeby, Großsolt, Hostrup, Havetoft, Böklund und Wellspang nach Schleswig ziehen.
Ein großer Teil Luusangelns wird der Uggelharde (dänisch: Ugle Herred) südlich von Flensburg zugerechnet (Harden sind ursprünglich dänische Gerichts- und Verwaltungsbezirke). Obwohl die Uggelharde große Teile Angelns umfasst, ist sie die einzige, die nicht mit einem Wappenbild im Angeliter Wappen vertreten ist.

## Landschaft
Luusangeln wird der hügeligen eisrandnahen Grund- und Endmoränenlandschaft Angelns zugerechnet, kulturell und historisch bestand aber ebenfalls eine starke Bindung zur Schleswigschen Geest.
Aufgrund des hohen Kies- und Sandanteils im Untergrund bestehen in Luusangeln eine Vielzahl von Kiesgruben, die nach der Ausbeutung häufig als Deponiegelände genutzt werden.

## Sprache
In Luusangeln sind Hochdeutsch, Niederdeutsch und Dänisch verbreitet.